# 카라 디오가디
카라 디오가디(Kara DioGuardi, 1970년 12월 9일 ~ )는 미국의 가수 겸 작곡가이자 음악 프로듀서이다.
아메리칸 아이돌 시즌 8과 9의 심사위원을 맡았으며, 2008년에는 워너 브라더스 레코드 부사장에 임명되기도 했다.